# EHF Champions League 2010-11 (kvinder)
EHF Champions League 2010–11 for kvinder var den 18. EHF Champions League-turnering for kvinder. Turneringen blev arrangeret af European Handball Federation og havde deltagelse af 30 hold. De første kvalifikationskampe blev spillet den 3. september 2010, og den sidste finalekamp blev afviklen den 14. maj 2011.
Turneringen blev vundet af Larvik HK fra Norge, som i finalen over to kampe besejrede SD Itxako Reyno de Navarra fra Spanien med 47-46. Nordmændene vandt første finale på hjemmebane med 23-21, og formåede derefter at begrænse nederlaget i den anden finalekamp til 24-25, således at holdet samlet sejrede med en margin på 1 mål. Det var første gang, at et norsk hold vandt turneringen.
Viborg HK var forsvarende mestre men blev slået ud af turneringen efter første gruppespil lige som Randers HK. Danmarks tredje repræsentant, KIF Vejen, blev slået ud i anden kvalifikationsrunde.

## Resultater

### Format
Turneringen havde deltagelse af 30 hold. De fire lavest rangerede af holdene spillede i første kvalifikationsrunde om to pladser i anden kvalifikationsrunde, hvor de sammen med yderligere 14 hold spillede om fire ledige pladser i det første gruppespil, hvortil de 12 højst rangerede hold var direkte kvalificeret. Førte gruppespil bestod af fire grupper med fire hold. De to bedste hold i hver gruppe gik videre til andet gruppespil, der bestod af to grupper med fire hold. Herfra gik de to bedste hold fra hver gruppe videre til semifinalerne, der ligesom finalen, blev afgjort over to kampe.

### Første kvalifikationsrunde
Første kvalifikationsrunde havde deltagelse af de fire hold, som blandt de 30 deltagere rangerede som nr. 27-30, dvs. de fire mesterhold fra Portugal, Schweiz, Holland og Sverige. Holdene spillede om to ledige pladser i anden kvalifikationsrunde, og kampene blev afviklet i Partillebohallen i Partille, Sverige.
Holdene, der ikke gik videre til anden kvalifikationsrunde, fortsatte i 2. runde af EHF Cup'en.
| Dato | Kamp                                | Res.  |
| ---- | ----------------------------------- | ----- |
| 3.9. | Gil Eanes/Lagos – T+A/VOC Amsterdam | 33–35 |
| 3.9. | LK Zug – IK Sävehof                 | 12–39 |
| 4.9. | IK Sävehof – Gil Eanes/Lagos        | 30–21 |
| 4.9. | T+A/VOC Amsterdam – LK Zug          | 30–26 |
| 5.9. | Gil Eanes/Lagos – LK Zug            | 32–20 |
| 5.9. | T+A/VOC Amsterdam – IK Sävehof      | 23–33 |

| Hold              | Kampe | Mål     | Point |
| ----------------- | ----- | ------- | ----- |
| IK Sävehof        | 3     | 102-560 | 6     |
| T+A/VOC Amsterdam | 3     | 88-92   | 4     |
| Gil Eanes/Lagos   | 3     | 86-85   | 2     |
| LK Zug            | 3     | 058-101 | 0     |

### Anden kvalifikationsrunde
Anden kvalifikationsrunde havde deltagelse af 16 hold, som spillede om fire ledige pladser i gruppespillet. De 16 hold fordelte sig på
- 14 hold, der var rangeret som nr. 13-26 blandt de 30 deltagende hold.
- To hold, som var gået videre fra første kvalifikationsrunde.

Holdene var på forhånd blevet seedet i fire lag, og de fire grupper kom til at bestå af ét hold fra hvert seedningslag.
| Seedninger til 2. kvalifikationsrunde | Seedninger til 2. kvalifikationsrunde | Seedninger til 2. kvalifikationsrunde | Seedninger til 2. kvalifikationsrunde | Seedninger til 2. kvalifikationsrunde |
| ------------------------------------- | ------------------------------------- | ------------------------------------- | ------------------------------------- | ------------------------------------- |
| 1. seedningslag                       | Randers HK                            | DVSC-Korvex                           | U Jolidon Cluj-Napoca                 | Zvezda Zvenigorod                     |
| 2. seedningslag                       | Byåsen HE                             | TSV Bayer 04 Leverkusen               | BM Elda Prestigio                     | KIF Vejen                             |
| 3. seedningslag                       | RK Metalurg                           | SPR Lublin SSA                        | HC Sparta                             | AC Ormi-Loux Patras                   |
| 4. seedningslag                       | Maliye Milli Piyango SK               | RK Zaječar                            | Vinder 1. kval.runde                  | Toer 1. kval.runde                    |

Inddelingen af de 16 hold i fire grupper blev foretaget ved en lodtrækning i Wien den 13. juli 2010, og i den forbindelse fik grupperne følgende sammensætning.
| Gruppeinddeling til 2. kvalifikationsrunde | Gruppeinddeling til 2. kvalifikationsrunde | Gruppeinddeling til 2. kvalifikationsrunde | Gruppeinddeling til 2. kvalifikationsrunde |
| Gruppe 1                                   | Gruppe 2                                   | Gruppe 3                                   | Gruppe 4                                   |
| ------------------------------------------ | ------------------------------------------ | ------------------------------------------ | ------------------------------------------ |
| Randers HK                                 | Zvezda Zvenigorod                          | U Jolidon Cluj-Napoca                      | DVSC-Korvex                                |
| TSV Bayer 04 Leverkusen                    | BM Elda Prestigio                          | Byåsen HE                                  | KIF Vejen                                  |
| HC Sparta                                  | AC Ormi-Loux Patras                        | RK Metalurg                                | SPR Lublin SSA                             |
| Maliye Milli Piyango SK                    | Toer 1. kval.runde                         | Vinder 1. kval.runde                       | RK Zaječar                                 |

Hver gruppe spillede en enkeltturnering, hvor holdene mødtes alle-mod-alle, og de fire gruppevindere gik videre til første gruppespil. Holdene, der ikke gik videre til gruppespillet, fortsatte i 3. runde af EHF Cup'en.

#### Gruppe 1
Kampene i gruppe 1 afvikledes i Elro Arena Randers i Randers, Danmark.
| Dato  | Kamp                                               | Res.  |
| ----- | -------------------------------------------------- | ----- |
| 17.9. | Randers HK – HC Sparta                             | 32–19 |
| 17.9. | TSV Bayer 04 Leverkusen 0– Maliye Milli Piyango SK | 28–21 |
| 18.9. | Maliye Milli Piyango SK – Randers HK               | 14–35 |
| 18.9. | HC Sparta – TSV Bayer 04 Leverkusen                | 20–21 |
| 19.9. | Randers HK – TSV Bayer 04 Leverkusen               | 23–15 |
| 19.9. | HC Sparta – Maliye Milli Piyango SK                | 30–25 |

| Hold                    | Kampe | Mål   | Point |
| ----------------------- | ----- | ----- | ----- |
| Randers HK              | 3     | 90-48 | 6     |
| TSV Bayer 04 Leverkusen | 3     | 64-64 | 4     |
| HC Sparta               | 3     | 69-78 | 2     |
| Maliye Milli Piyango SK | 3     | 60-93 | 0     |

#### Gruppe 2
Kampene i gruppe 2 afvikledes i PEAK Olympionikis D.Tofalos i Bozaitika Patras, Grækenland.
| Dato  | Kamp                                    | Res.  |
| ----- | --------------------------------------- | ----- |
| 17.9. | BM Elda Prestigio – T+A/VOC Amsterdam   | 23–27 |
| 17.9. | Zvezda Zvenigorod – AC Ormi-Loux Patras | 34–16 |
| 18.9. | T+A/VOC Amsterdam – Zvezda Zvenigorod   | 23–28 |
| 18.9. | AC Ormi-Loux Patras – BM Elda Prestigio | 20–34 |
| 19.9. | Zvezda Zvenigorod – BM Elda Prestigio   | 33–25 |
| 19.9. | AC Ormi-Loux Patras – T+A/VOC Amsterdam | 17–38 |

| Hold                | Kampe | Mål     | Point |
| ------------------- | ----- | ------- | ----- |
| Zvezda Zvenigorod   | 3     | 95-64   | 6     |
| T+A/VOC Amsterdam   | 3     | 88-68   | 4     |
| BM Elda Prestigio   | 3     | 82-80   | 2     |
| AC Ormi-Loux Patras | 3     | 053-106 | 0     |

#### Gruppe 3
Kampene i gruppe 3 afvikledes i Sportska Sala "Avtokomanda" i Skopje, Makedonien
| Dato  | Kamp                                | Res.  |
| ----- | ----------------------------------- | ----- |
| 17.9. | U Jolidon Cluj-Napoca – RK Metalurg | 29–24 |
| 17.9. | Byåsen HE – IK Sävehof              | 26–33 |
| 18.9. | IK Sävehof – U Jolidon Cluj-Napoca  | 33–21 |
| 18.9. | RK Metalurg – Byåsen HE             | 20–26 |
| 19.9. | U Jolidon Cluj-Napoca – Byåsen HE   | 25–33 |
| 19.9. | RK Metalurg – IK Sävehof            | 23–28 |

| Hold                  | Kampe | Mål   | Point |
| --------------------- | ----- | ----- | ----- |
| IK Sävehof            | 3     | 94-70 | 6     |
| Byåsen HE             | 3     | 85-78 | 4     |
| U Jolidon Cluj-Napoca | 3     | 75-90 | 2     |
| RK Metalurg           | 3     | 67-83 | 0     |

#### Gruppe 4
Kampene i gruppe 4 blev afviklet i Hala Globus i Lublin, Polen (17. og 18. september) og Mosir i Chełm, Polen (19. september).
| Dato  | Kamp                         | Res.  |
| ----- | ---------------------------- | ----- |
| 17.9. | DVSC-Korvex – SPR Lublin SSA | 29–26 |
| 17.9. | KIF Vejen – RK Zaječar       | 29–30 |
| 18.9. | RK Zaječar – DVSC-Korvex     | 24–25 |
| 18.9. | SPR Lublin SSA – KIF Vejen   | 29–36 |
| 19.9. | DVSC-Korvex – KIF Vejen      | 31–20 |
| 19.9. | SPR Lublin SSA – RK Zaječar  | 31–34 |

| Hold           | Kampe | Mål   | Point |
| -------------- | ----- | ----- | ----- |
| DVSC-Korvex    | 3     | 85-70 | 6     |
| RK Zaječar     | 3     | 88-85 | 4     |
| KIF Vejen      | 3     | 85-90 | 2     |
| SPR Lublin SSA | 3     | 86-99 | 0     |

### Første gruppespil
Det første gruppespil havde deltagelse af 16 hold – fire fra kvalifikationsrunden og 12, som var direkte kvalificerede. De 16 hold blev inddelt i fire grupper med fire hold, og i hver gruppe spillede holdene en dobbeltturnering. De fire gruppevindere og fire -toere gik videre til andet gruppespil. Holdene, der sluttede på tredjepladserne, gik videre til Cup Winners' Cup.
Holdene var på forhånd blevet seedet i fire lag, og de fire grupper kom til at bestå af ét hold fra hvert seedningslag.
| Seedninger til gruppespillet | Seedninger til gruppespillet | Seedninger til gruppespillet | Seedninger til gruppespillet | Seedninger til gruppespillet |
| ---------------------------- | ---------------------------- | ---------------------------- | ---------------------------- | ---------------------------- |
| 1. seedningslag              | Viborg HK                    | Győri Audi ETO KC            | Hypo Niederösterreich        | CS Oltchim Ramnicu Valcea    |
| 2. seedningslag              | HC Dinamo Volgograd          | Larvik HK                    | RK Krim Mercator             | HC Leipzig                   |
| 3. seedningslag              | ŽRK Budućnost                | RK Podravka Vegeta           | Toulon Saint Cyr Var HB      | SD Itxako Reyno de Navarra   |
| 4. seedningslag              | Vinder gruppe 1              | Vinder gruppe 2              | Vinder gruppe 3              | Vinder gruppe 4              |

Inddelingen af de 16 hold i fire grupper blev foretaget ved en lodtrækning i Wien den 13. juli 2010, og grupperne fik følgende sammensætning.
| Gruppe A            | Gruppe B                | Gruppe C                | Gruppe D           |
| ------------------- | ----------------------- | ----------------------- | ------------------ |
| Viborg HK           | Hypo Niederösterreich   | Oltchim Ramnicu Valcea  | Győri Audi ETO KC  |
| HC Dinamo Volgograd | HC Leipzig              | Larvik HK               | RK Krim Mercator   |
| ŽRK Budućnost       | Itxako Reyno de Navarra | Toulon Saint Cyr Var HB | RK Podravka Vegeta |
| Vinder gruppe 3     | Vinder gruppe 4         | Vinder gruppe 1         | Vinder gruppe 2    |

#### Gruppe A
| Dato   | Kamp                                | Res.  |
| ------ | ----------------------------------- | ----- |
| 9.10.  | ŽRK Budućnost – HC Dinamo Volgograd | 29–22 |
| 10.10. | IK Sävehof – Viborg HK              | 24–37 |
| 17.10. | HC Dinamo Volgograd – IK Sävehof    | 37–26 |
| 17.10. | Viborg HK – ŽRK Budućnost           | 25–34 |
| 24.10. | IK Sävehof – ŽRK Budućnost          | 24–33 |
| 24.10. | HC Dinamo Volgograd – Viborg HK     | 41–33 |
| 7.11.  | IK Sävehof – HC Dinamo Volgograd    | 30–35 |
| 7.11.  | ŽRK Budućnost – Viborg HK           | 32–24 |
| 14.11. | HC Dinamo Volgograd – ŽRK Budućnost | 27–32 |
| 14.11. | Viborg HK – IK Sävehof              | 37–33 |
| 21.11. | Viborg HK – HC Dinamo Volgograd     | 36–29 |
| 21.11. | ŽRK Budućnost – IK Sävehof          | 33–26 |

| Hold                | Kampe | Mål     | Point |
| ------------------- | ----- | ------- | ----- |
| ŽRK Budućnost       | 6     | 193-148 | 12    |
| HC Dinamo Volgograd | 6     | 191-186 | 6     |
| Viborg HK           | 6     | 192-193 | 6     |
| IK Sävehof          | 6     | 163-212 | 0     |

#### Gruppe B
| Dato   | Kamp                                     | Res.  |
| ------ | ---------------------------------------- | ----- |
| 9.10.  | SD Itxako Reyno de Navarra – HC Leipzig  | 23–24 |
| 9.10.  | DVSC-Korvex – Hypo Niederösterreich      | 22–21 |
| 13.10. | HC Leipzig – DVSC-Korvex                 | 31–25 |
| 16.10. | Hypo Niederösterreich – SD Itxako        | 19–30 |
| 23.10. | HC Leipzig – Hypo Niederösterreich       | 23–28 |
| 24.10. | DVSC-Korvex – SD Itxako Reyno de Navarra | 27–32 |
| 6.11.  | SD Itxako – Hypo Niederösterreich        | 23–21 |
| 7.11.  | DVSC-Korvex – HC Leipzig                 | 19–20 |
| 13.11. | Hypo Niederösterreich – DVSC-Korvex      | 28–26 |
| 14.11. | HC Leipzig – SD Itxako Reyno de Navarra  | 27–31 |
| 20.11. | SD Itxako Reyno de Navarra – DVSC-Korvex | 39–24 |
| 20.11. | Hypo Niederösterreich – HC Leipzig       | 20–23 |

| Hold                       | Kampe | Mål     | Point |
| -------------------------- | ----- | ------- | ----- |
| SD Itxako Reyno de Navarra | 6     | 178-142 | 10    |
| HC Leipzig                 | 6     | 148-146 | 8     |
| Hypo Niederösterreich      | 6     | 137-147 | 4     |
| DVSC-Korvex                | 6     | 143-171 | 2     |

#### Gruppe C
| Dato   | Kamp                                      | Res.  |
| ------ | ----------------------------------------- | ----- |
| 9.10.  | Randers HK – CS Oltchim Ramnicu Valcea    | 27–23 |
| 10.10. | Toulon St Cyr Var HB – Larvik HK          | 28–31 |
| 16.10. | Larvik HK – Randers HK                    | 33–19 |
| 17.10. | CS Oltchim Rm. Valcea – Toulon St Cyr Var | 28–19 |
| 23.10. | Randers HK – Toulon St Cyr Var HB         | 25–29 |
| 23.10. | Larvik HK – CS Oltchim Ramnicu Valcea     | 34–31 |
| 7.11.  | Randers HK – Larvik HK                    | 20–38 |
| 7.11.  | Toulon St Cyr Var – CS Oltchim Rm. Valcea | 22–26 |
| 13.11. | Larvik HK – Toulon St Cyr Var HB          | 38–26 |
| 14.11. | CS Oltchim Ramnicu Valcea – Randers HK    | 28–22 |
| 21.11. | CS Oltchim Ramnicu Valcea – Larvik HK     | 33–28 |
| 21.11. | Toulon St Cyr Var HB – Randers HK         | 24–23 |

| Hold                      | Kampe | Mål     | Point |
| ------------------------- | ----- | ------- | ----- |
| Larvik HK                 | 6     | 202-157 | 10    |
| CS Oltchim Ramnicu Valcea | 6     | 169-152 | 8     |
| Toulon Saint Cyr Var HB   | 6     | 148-171 | 4     |
| Randers HK                | 6     | 136-175 | 2     |

#### Gruppe D
| Dato   | Kamp                                   | Res.  |
| ------ | -------------------------------------- | ----- |
| 10.10. | Zvezda Zvenigorod – Győri Audi ETO KC  | 31–28 |
| 10.10. | RK Podravka Vegeta – RK Krim Mercator  | 30–35 |
| 16.10. | RK Krim Mercator – Zvezda Zvenigorod   | 37–32 |
| 17.10. | Győri Audi ETO KC – RK Podravka Vegeta | 27–25 |
| 23.10. | RK Krim Mercator – Győri Audi ETO KC   | 30–34 |
| 24.10. | Zvezda Zvenigorod – RK Podravka Vegeta | 29–26 |
| 7.11.  | Zvezda Zvenigorod – RK Krim Mercator   | 28–32 |
| 7.11.  | RK Podravka Vegeta – Győri Audi ETO KC | 24–35 |
| 13.11. | Győri Audi ETO KC – Zvezda Zvenigorod  | 33–22 |
| 13.11. | RK Krim Mercator – RK Podravka Vegeta  | 26–22 |
| 20.11. | Győri Audi ETO KC – RK Krim Mercator   | 26–21 |
| 21.11. | RK Podravka Vegeta – Zvezda Zvenigorod | 41–28 |

| Hold               | Kampe | Mål     | Point |
| ------------------ | ----- | ------- | ----- |
| Győri Audi ETO KC  | 6     | 183-153 | 10    |
| RK Krim Mercator   | 6     | 181-172 | 8     |
| Zvezda Zvenigorod  | 6     | 170-197 | 4     |
| RK Podravka Vegeta | 6     | 168-180 | 2     |

### Andet gruppespil
Andet gruppespil blev afviklet i perioden 4. februar – 20. marts 2011 med deltagelse af de otte hold, som var gået videre fra første gruppespil. De otte hold blev inddelt i to nye grupper, der hver spillede en dobbeltturnering hvor holdene mødtes alle-mod-alle ude og hjemme. De to bedst placerede hold i hver gruppe gik videre til semifinalerne.

#### Gruppe 1
| Dato  | Kamp                                                   | Res.  |
| ----- | ------------------------------------------------------ | ----- |
| 4.2.  | RK Krim Mercator – SD Itxako Reyno de Navarra          | 30–26 |
| 6.2.  | CS Oltchim Ramnicu Valcea – ŽRK Budućnost              | 21–20 |
| 12.2. | SD Itxako Reyno de Navarra – CS Oltchim Ramnicu Valcea | 26–25 |
| 13.2. | ŽRK Budućnost – RK Krim Mercator                       | 32–29 |
| 20.2. | CS Oltchim Ramnicu Valcea – RK Krim Mercator           | 31–27 |
| 20.2. | SD Itxako Reyno de Navarra – ŽRK Budućnost             | 31–26 |
| 4.3.  | RK Krim Mercator – ŽRK Budućnost                       | 36–40 |
| 6.3.  | CS Oltchim Ramnicu Valcea – SD Itxako Reyno de Navarra | 22–25 |
| 12.3. | SD Itxako Reyno de Navarra – RK Krim Mercator          | 25–24 |
| 13.3. | ŽRK Budućnost – CS Oltchim Ramnicu Valcea              | 32–21 |
| 19.3. | RK Krim Mercator – CS Oltchim Ramnicu Valcea           | 37–30 |
| 20.3. | ŽRK Budućnost – SD Itxako Reyno de Navarra             | 30–22 |

| Hold                       | Kampe | Mål     | Point |
| -------------------------- | ----- | ------- | ----- |
| ŽRK Budućnost              | 6     | 180-160 | 8     |
| SD Itxako Reyno de Navarra | 6     | 155-157 | 8     |
| RK Krim Mercator           | 6     | 183-184 | 4     |
| CS Oltchim Ramnicu Valcea  | 6     | 150-167 | 4     |

#### Gruppe 2
| Dato  | Kamp                                    | Res.  |
| ----- | --------------------------------------- | ----- |
| 5.2.  | HC Dinamo Volgograd – Győri Audi ETO KC | 24–26 |
| 5.2.  | HC Leipzig – Larvik HK                  | 24–26 |
| 12.2. | Larvik HK – HC Dinamo Volgograd         | 41–20 |
| 13.2. | Győri Audi ETO KC – HC Leipzig          | 25–20 |
| 19.2. | HC Dinamo Volgograd – HC Leipzig        | 25–22 |
| 19.2. | Larvik HK – Győri Audi ETO KC           | 16–25 |
| 5.3.  | HC Dinamo Volgograd – Larvik HK         | 23–32 |
| 6.3.  | HC Leipzig – Győri Audi ETO KC          | 24–29 |
| 12.3. | Larvik HK – HC Leipzig                  | 29–19 |
| 13.3. | Győri Audi ETO KC – HC Dinamo Volgograd | 36–23 |
| 19.3. | HC Leipzig – HC Dinamo Volgograd        | 23–26 |
| 20.3. | Győri Audi ETO KC – Larvik HK           | 18–24 |

| Hold                | Kampe | Mål     | Point |
| ------------------- | ----- | ------- | ----- |
| Győri Audi ETO KC   | 6     | 159-131 | 10    |
| Larvik HK           | 6     | 168-129 | 10    |
| HC Dinamo Volgograd | 6     | 141-180 | 4     |
| HC Leipzig          | 6     | 132-160 | 0     |

### Semifinaler
| Dato    | Dato    | Hjemmehold i 1. kamp       | Hjemmehold i 2. kamp | Resultat | Resultat | Resultat |
| 1. kamp | 2. kamp | Hjemmehold i 1. kamp       | Hjemmehold i 2. kamp | Samlet   | 1. kamp  | 2. kamp  |
| ------- | ------- | -------------------------- | -------------------- | -------- | -------- | -------- |
| 9.4.    | 17.4.   | Larvik HK                  | ŽRK Budućnost        | 52–44    | 25-20    | 27-24    |
| 9.4.    | 17.4.   | SD Itxako Reyno de Navarra | Győri Audi ETO KC    | 50–45    | 26-21    | 24-24    |

### Finale
| Dato    | Dato    | Hjemmehold i 1. kamp | Hjemmehold i 2. kamp       | Resultat | Resultat | Resultat |
| 1. kamp | 2. kamp | Hjemmehold i 1. kamp | Hjemmehold i 2. kamp       | Samlet   | 1. kamp  | 2. kamp  |
| ------- | ------- | -------------------- | -------------------------- | -------- | -------- | -------- |
| 7.5.    | 14.5.   | Larvik HK            | SD Itxako Reyno de Navarra | 47–46    | 23-21    | 23-24    |